# Gridlock
"Gridlock" (intitulado "Congestionamento" no Brasil) é o terceiro episódio da terceira temporada da série de ficção científica britânica Doctor Who, transmitido originalmente através da BBC One em 14 de abril de 2007. Foi escrito por Russell T Davies e dirigido por Richard Clark.
O episódio se passa cinco bilhões de anos no futuro no planeta Nova Terra, um dos muitos  que a humanidade se estabeleceu. Na história, o alienígena viajante do tempo conhecido como o Doutor (David Tennant) e sua acompanhante de viagem Martha Jones (Freema Agyeman) descobrem que o restante da humanidade no planeta vive em um engarrafamento perpétuo dentro da Via Expressa, um sistema rodoviário abaixo da cidade-estado de Nova Nova Iorque. Quando Martha é sequestrada, o Doutor corre para encontrá-la antes que ela entre na perigosa "faixa rápida".
"Gridlock" completa uma trilogia de episódios livremente conectados que começou com "The End of the World" (2005) e "New Earth" (2006), e contém dicas sobre o arco de história da terceira temporada. A história é projetada para mostrar como o Doutor pode trazer esperança para um mundo. A produção de "Gridlock" ocorreu em setembro e outubro de 2006. Grande parte do episódio foi filmado em estúdio e usou uma grande quantidade de imagens geradas por computador, então parecia ser ambientado em um "mundo de CGI". Algumas gravações em locação foram feitas em Cardiff, mais notavelmente no Templo da Paz. Foi assistido por 8,41 milhões de espectadores no Reino Unido e recebeu avaliações geralmente positivas dos críticos.

## Enredo

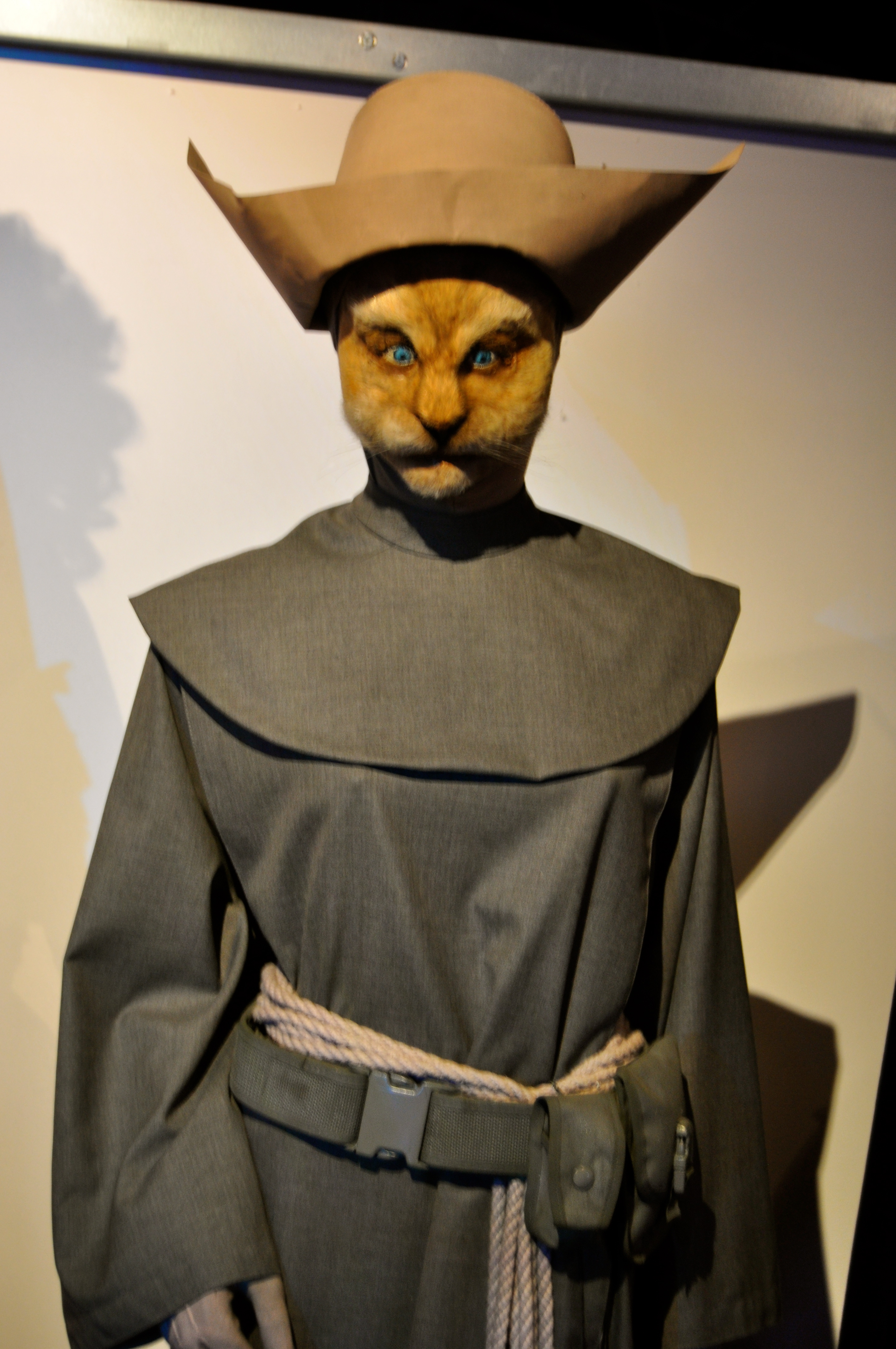
A Noviça Hame, vista no episódio, em exposição na Doctor Who Experience.

O Doutor leva Martha para um beco na cidade-estado de Nova Nova Iorque, na Nova Terra, onde vendedores ambulantes vendem drogas viciantes de humor na forma de adesivos para ajudar as pessoas a lidar com suas emoções. Um jovem casal chamado Milo e Cheen sequestra Martha. Uma vez em seu veículo, eles explicam que Cheen está grávida e eles precisavam de três passageiros adultos para poder usar a faixa rápida. Eles prometem que a deixarão quando chegarem ao seu destino a dez milhas de distância, o que deve levar seis anos. O Doutor persegue os sequestradores e chega à Via Expressa, uma rodovia completamente fechada cheia de milhares de carros flutuantes presos em um engarrafamento. Um dos motoristas, Brannigan, o ajuda a localizar o veículo contendo Martha, que está indo em direção à faixa rápida. O Doutor tenta chamar a polícia, mas fica em espera, então decide tentar alcançar Martha ele mesmo entrando e saindo de carros no caminho.
Martha, Milo e Cheen entram na faixa rápida e veem Macras, criaturas parecidas com caranguejos, que tentam capturar e comer aqueles que voam ali. O Doutor observa enquanto a van de Milo quase é pega por uma garra de um Macra, mas Martha percebe que os seres são atraídos pela luz e movimento gerados pelo carro e faz Milo cortar a energia para se esconderem na neblina. A noviça Hame encontra o Doutor e o teletransporta contra sua vontade para o Senado de Nova Nova Iorque e explica que um vírus sofreu mutação em uma droga chamada êxtase e exterminou toda a população da superfície e eventualmente também pereceu. Aqueles na Via Expressa foram poupados por serem selados e o planeta foi colocado em quarentena. O Rosto de Boe se conectou ao sistema para manter a rodovia operacional, mas não conseguiu desbloqueá-la sozinho. O Doutor trabalha com Hame para desbloquear a Via Expressa e o Rosto de Boe dá o resto de sua energia ao sistema, permitindo que o teto da rodovia se abra e libere os motoristas. Quando Martha chega ao Senado, o Rosto de Boe, próximo da morte, transmite sua mensagem final ao Doutor: "Você não está sozinho", mas o Doutor diz a Martha que ele estava errado; ele é o último Senhor do Tempo e seu planeta foi destruído na Guerra do Tempo.

## Produção

### Roteiro
"Gridlock" é o terceiro episódio de uma trilogia que começou com "The End of the World" na primeira temporada e "New Earth" na segunda. A Noviça Hame e a lua crescente verde visto nos adesivos de humor apareceram anteriormente em "New Earth". O roteirista principal e produtor executivo Russell T Davies queria visitar o mesmo mundo a cada ano para manter um senso de continuidade, algo que poderia ser difícil de fazer com a fórmula de Doctor Who. O produtor Phil Collinson comentou que "Gridlock" exibia a tendência de Davies de escrever sobre questões "tópicas"; é ambientado em um futuro distópico sombrio, mas também é uma sátira ao engarrafamento comum. Embora a história seja sombria, Davies mostrou como o Doutor transforma o lugar literalmente abrindo o céu e trazendo a luz. Davies também usou hinos para significar esperança e união dos membros da Via Expressa. Os que estão na rodovia cantam "The Old Rugged Cross" e o hino ouvido no final do episódio é "Abide with Me". O episódio também mostra o crescente apego do Doutor por Martha; ele se sente culpado por mentir para ela e trazê-la para Nova Nova Iorque apenas para se exibir e percebe que sente falta dela quando ela é levada.
Davies afirmou que baseou muitos aspectos de Nova Nova Iorque em Mega-City One da antologia de quadrinhos 2000 AD, incluindo a aparição do empresário Max Normal dos quadrinhos Juiz Dredd. As etiquetas de humor numeradas são paralelos aos controladores de humor codificados por números no romance do Nono Doutor Only Human, escrito por Gareth Roberts; ele confirmou que essa foi sua inspiração. A personagem Sally Calypso foi uma homenagem a Halo Jones, que tinha uma personagem semelhante chamada Swifty Frisko. Também no comentário online, Davies observou que a aparência de Brannigan foi baseada em "Ratz", a cabeça de gato em CGI que foi um "apresentador virtual" do programa Live & Kicking na CBBC no início dos anos 1990. Ma e Pa no início do episódio são baseados no casal de fazendeiros da pintura American Gothic, ambos com penteados, óculos e roupas idênticos. Alice e May Cassini são o primeiro casal homossexual a aparecer na série.

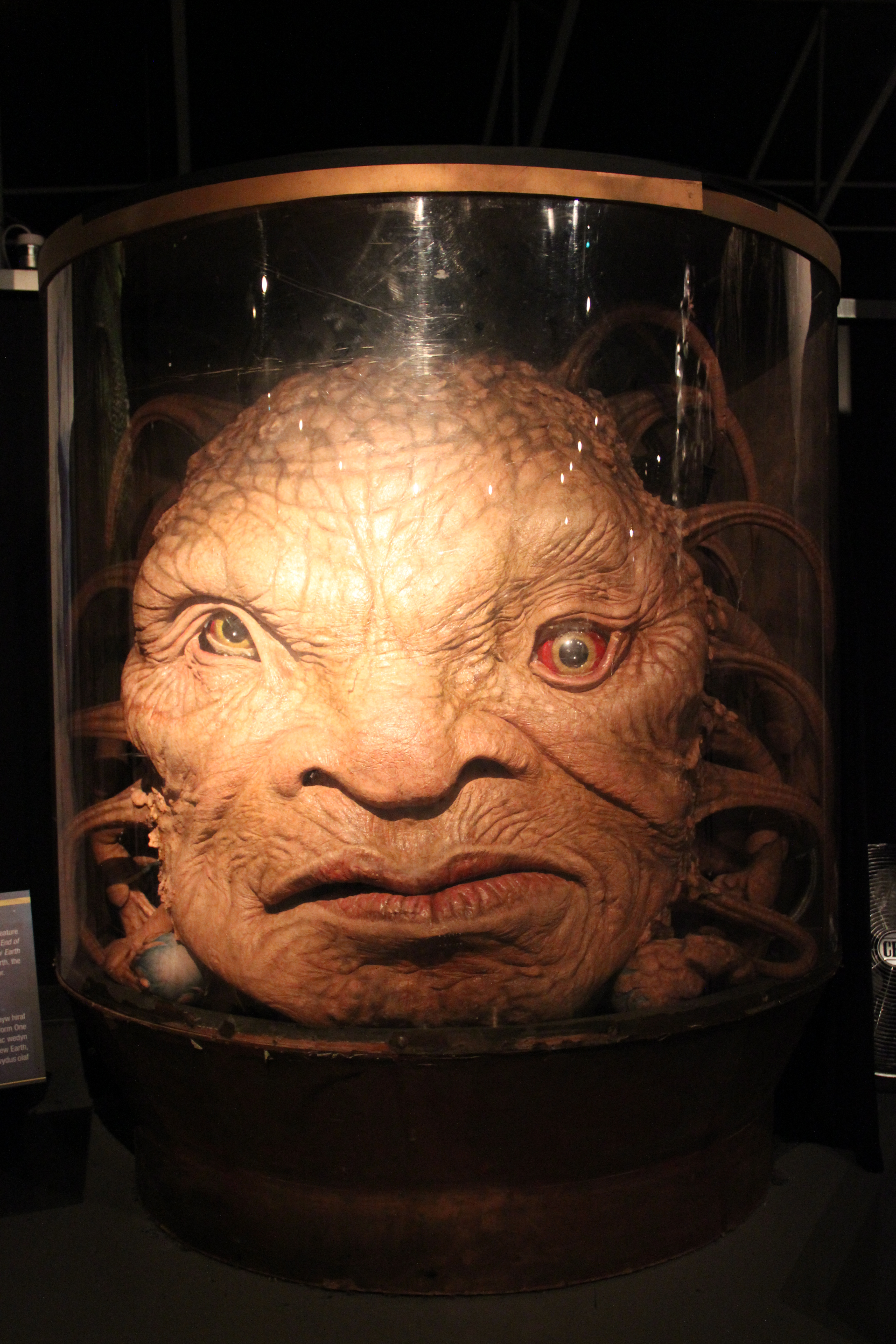
O Rosto de Boe em exibição na Doctor Who Experience.

O episódio marca a segunda aparição da raça de grandes crustáceos chamado Macra, que apareceu anteriormente no serial do Segundo Doutor The Macra Terror (1967). Em "Gridlock", eles "regrediram" ao seu estado anterior menos inteligente. Davies achou "fofo" trazer de volta um monstro de quarenta anos cuja história agora está perdida dos arquivos da BBC. "Gridlock" também contém dicas importantes sobre o arco de história da terceira temporada, pois revela o "grande segredo" prometido ao Doutor pelo Rosto de Boe em "New Earth" - "Você não está sozinho". O Rosto de Boe estava originalmente planejado para morrer em "New Earth", mas como esse episódio apresentou outra morte, foi adiada. O significado das palavras finais de Boe são reveladas em  "Utopia", enquanto "Last of the Time Lords" sugere - mas propositalmente nunca é confirmado - que a verdadeira identidade do Rosto de Boe é o Capitão Jack Harkness (John Barrowman).

### Filmagens
"Gridlock" estava no terceiro bloco de produção da temporada, junto com "The Lazarus Experiment". As filmagens ocorreram de meados de setembro ao início de outubro de 2006. O episódio usa "alguns dos maiores e mais complexos efeitos CGI de toda a série até agora". A Via Expressa foi inteiramente construída em CGI, fora um único adereço de carro; foi a primeira vez que um episódio foi ambientado em um "mundo de CGI". Will Cohen, produtor de efeitos visuais do estúdio The Mill, revelou na Radio Times que os filmes Blade Runner, The Fifth Element e Star Wars, especificamente o planeta Coruscant, influenciaram a aparência de Nova Nova Iorque.
Grande parte do episódio foi concluída no Upper Boat Studios, particularmente as cenas internas dos carros. Para isso, apenas um cenário foi usado, sendo redecorado para cada veículo diferente visto no episódio. Os carros foram decorados para parecerem que foram habitados e incorporaram objetos domésticos futuristas e conhecidos. Os filhos de Brannigan e Valerie foram interpretados por gatinhos de verdade, o que se mostrou difícil de dirigir. A equipe de produção filmou por quatro dias em um ambiente de "de 1,82 por 1,82 metros", que Davies chamou de "pesadelo" porque não havia muitos ângulos de câmera disponíveis e apenas um membro da equipe conseguia ajustar os adereços e a iluminação por vez. Além disso, a fumaça foi gerada ao redor do carro para que se misturasse com a fumaça CGI dos carros em computação gráfica. O cenário pequeno foi planejado para beneficiar os atores, pois eles se sentiriam claustrofóbicos. Para a cena em que o Doutor salta de carro em carro, a parte inferior de um carro foi construída e suspensa de três a 4,5 metros acima do topo do cenário do carro, com uma tela verde ao redor para obter o máximo de ângulos possível. Davies preferia sequências de ação que se moviam para cima e para baixo, uma escala que não é muito vista na televisão. O Templo da Paz em Cardiff foi usado como o Templo Escurecido, bem como o Estúdio de TV com a repórter Sally Calypso. A equipe de produção passou dois dias filmando lá, em 18 e 19 de setembro de 2006. A cidade subterrânea onde o Doutor e Martha chegam foi filmada nas maltarias de Cardiff Bay e na Ely Papermill, que foram projetadas para parecerem em mau estado. A chuva artificial se mostrou difícil em algumas tomadas, pois a equipe de produção teve problemas para molhar uma das paredes laterais.

## Transmissão e recepção
"Gridlock" foi transmitido logo após a semifinal da Copa da Inglaterra entre Manchester United e Watford na BBC One. Se a partida tivesse ido para a prorrogação, o episódio teria sido adiado para a semana seguinte. A audiência noturna foi de 8 milhões de espectadores, o que aumentou para 8,41 de pessoas quando os espectadores com horário alterado foram levados em consideração. Isso o colocou como o segundo programa mais assistido da semana na BBC One e o sétimo no geral. Recebeu recebeu um Índice de Apreciação do público de 85.
Travis Fickett da IGN avaliou "Gridlock" com 8,4 de 10, chamando-o de "o primeiro grande episódio" da terceira temporada. Ele elogiou particularmente a sátira de um engarrafamento, a atuação de Tennant e o uso de Martha como companheira para ajudar na perda do Doutor. Ian Berriman da SFX deu a "Gridlock" quatro de cinco estrelas. Ele elogiou a atenção aos detalhes do departamento de adereços, a aparência dos Macras e o conceito do engarrafamento, mas achou que havia muitas falhas na trama. Ele também chamou Travis Oliver, o ator que interpretou Milo, de "artificial". O crítico da Slant Magazine, Ross Ruediger, escreveu que não gostou muito do episódio na primeira exibição porque era "muito lotado e caótico para se ter uma noção adequada", mas "visualizações subsequentes provaram que essas mesmas qualidades são a espinha dorsal da história". Ele inicialmente desejou ver mais dos Macra. Mark Wright do The Stage foi positivo em relação a retomada à "The End of the World" e "New Earth", e elogiou Agyeman e o visual do episódio. Apesar de achar o final uma "afirmação da vida", ele encontrou uma possível falha na trama: "alguém se pergunta por que o Rosto de Boe simplesmente não abriu o teto em primeiro lugar".
Nick Lyons do DVD Talk comparou o episódio a "um bom vinho... [ele] melhora com a idade". Lyons escreveu: "O episódio não só contém imagens impressionantes (os Macra, a Via Expressa), mas 'Gridlock' também tem algumas das cenas mais tocantes da história de Doctor Who". Em Who Is the Doctor, um guia não autorizado para a série moderna, Graeme Burk interpretou "Gridlock" como uma alegoria que não pretendia ser realista e comentou que sua força era o tema "poderoso" dos motoristas cegos à verdade. Ele afirmou que a "história divertida e rápida com muitas cenas cômicas" funcionou a seu favor, e a aparição dos Macra foi um "deleite" para os fãs de longa data. Apesar da popularidade de episódios posteriores na temporada, como "Human Nature"/"The Family of Blood" e "Blink", Burk acreditava que "Gridlock" era o "candidato mais digno para a melhor história desta temporada". O coautor de Burk, Robert Smith, também o chamou de "um dos melhores episódios" da série moderna, elogiando particularmente a atuação de Tennant e Agyeman. O Topless Robot o nomeou o quinto melhor episódio do Décimo Doutor.